# Acroneuria covelli
Acroneuria covelli är en bäcksländeart som beskrevs av Scott A.Grubbs och Bill P.Stark 2004. Acroneuria covelli ingår i släktet Acroneuria och familjen jättebäcksländor. Inga underarter finns listade i Catalogue of Life.